# Musikjahr 1794
Liste der Musikjahre

◄◄ | ◄ | 1790 | 1791 | 1792 | 1793 | Musikjahr 1794 | 1795 | 1796 | 1797 | 1798 | ► | ►►

Weitere Ereignisse
Dieser Artikel behandelt das Musikjahr 1794.

## Instrumentalmusik (Auswahl)
- Luigi Boccherini: 6 Streichquartette op. 48; 5 Streichquintette für 2 Violinen, Viola und 2 Violoncelli op. 49
- Joseph Haydn: 100. Sinfonie; 101. Sinfonie; Sonate in Es-Dur, Hob.XVI:52; Sonate in C-Dur, Hob.XVI:50; Sonate in D-Dur, Hob.XVI:51
- Étienne-Nicolas Méhul: Ouverture burlesque; Ouverture pour instruments à vent; Le Chant du départ (Lied des Aufbruchs); Le Chant des victoires
- Johann Ladislaus Dussek: Klavierkonzert F op. 27 c104; Duetto für Klavier/Harfe und Klavier F op. 26 c102 (um 1794)
- James Hook: Guida di musica, Teil 2 op. 75
- Andreas Romberg: Symphonie Nr. 1 Es-Dur op. 6, SteR 7

## Musiktheater
- 12. Januar: Uraufführung der Oper Elvira von Giovanni Paisiello in Neapel, (Teatro San Carlo)
- 01. Februar: Uraufführung der Oper La Prise de Toulon von Nicolas Dalayrac in Paris, (Théâtre Feydeau)
- 18. Februar: Uraufführung der Oper Horatius Coclès von Étienne-Nicolas Méhul nach einem Libretto von Antoine-Vincent Arnault in der Pariser Oper.
- 26. Februar: Le Congrès des rois, (musikalisches Bühnenwerk) in drei Akten (Gemeinschaftswerk der Komponisten Henri Montan Berton, Matthieu-Frédéric Blasius, Luigi Cherubini, Nicolas Dalayrac, Prosper-Didier Deshayes, François Devienne, André-Ernest-Modeste Grétry, Louis Emmanuel Jadin, Rodolphe Kreutzer, Jean-Pierre Solié und A.-E. Trial). Die Uraufführung findet an der Opéra-Comique in Paris statt.
- 01. März: Die Oper Il Primo Navigatore von Friedrich Heinrich Himmel wird im Teatro La Fenice in Venedig uraufgeführt.
- 06. Mai: Uraufführung der Oper Mélidore et Phrosine von Étienne-Nicolas Méhul nach einem Libretto von Antoine-Vincent Arnault im Théâtre Favart in Paris.
- 23. Mai: Uraufführung der Oper L’Enfance de J. J. Rousseau von Nicolas Dalayrac in Rouen, (Opéra-Comique)
- 05. Juni: Uraufführung der Oper Joseph Barra von André-Ernest-Modeste Grétry in Paris (Comédie-Italienne)
- 01. Juli: Die Komödie Agricol Viala ou Le Héros de la Durance von Henri Montan Berton wird an der Opéra-Comique in Paris uraufgeführt.
- 23. August: Uraufführung der Oper Denys le tyran, maître d’école à Corinthe von André-Ernest-Modeste Grétry in der Pariser Oper
- 26. August: Die Uraufführung der musikalischen Komödie Le astuzie femminili (Die weiblichen Listen) von Domenico Cimarosa erfolgt am Teatro dei Fiorentini in Neapel.
- 02. September: Uraufführung der Oper La rosière républicaine ou La fête de la vertu von André-Ernest-Modeste Grétry in der Pariser Oper
- 19. September: Uraufführung der Oper Callias ou Nature et Patrie von André-Ernest-Modeste Grétry in Paris (Comédie-Italienne)
- 04. November: Uraufführung der Oper Didone abbandonata von Giovanni Paisiello in Neapel (Teatro San Carlo), nach einem über 60 Mal vertonten Libretto von Pietro Metastasio.
- 18. November: Uraufführung der Oper Les Détenus ou Cange, commissionnaire de Lazare fait historique von Nicolas Dalayrac in Paris, (Opéra-Comique)
- 13. Dezember: Die Uraufführung der Oper Eliza ou Le Voyage au glaciers du Mont Saint-Bernard (Elisa oder Die Reise auf den Großen St. Bernhard) von Luigi Cherubini erfolgt am Théâtre Feydeau in Paris.

Weitere Werke
- Johann Simon Mayr: Tobiae matrimonium (Oratorium); La passione (Oratorium); Verter (Oper). Die Urheberschaft der Oper ist nicht eindeutig geklärt.
- André-Ernest-Modeste Grétry: L’inquisition de Madrid (Oper); Diogène et Alexandre (Oper)
- Domenico Cimarosa: La pupilla astuta (Oper); La serva innamorata (Oper)
- Niccolò Antonio Zingarelli: Quinto Fabio (Oper nach einem mehrfach vertonten Libretto von Apostolo Zeno); Il conte di Saldagna (Oper)
- Anton Eberl: Pyramus und Thisbe (Oper, Libretto erhalten, Musik verschollen)
- Stephen Storace: Vier Opern (1) My Grandmother; (2) Lodoiska; (3) The Glorious First of June; (4) The Cherokee
- Joseph Weigl: La principessa d’Amalfi, (Oper in zwei Akten); Giulietta e Pierotto, (Oper in zwei Akten); Das Petermännchen 1. und 2. Teil, Schauspiel mit Gesang in acht Teilen
- Louis Emmanuel Jadin: Vier Opern (1) Alisbelle ou Les Crimes de la féodalité; (2) L'Apothéose du jeune Barra; (3) Agricol Viala ou Le Jeune Héros de la Durance; (4) L’Ecolier en vacances
- Peter von Winter: Belisa, ossia la fedeltà riconosciuta (Oper nach einem Libretto von A. Pepoli). In Venedig uraufgeführt.
- Vicente Martín y Soler: Strofe (Cantata)

## Geboren
- 06. Januar: Gašpar Mašek, tschechischer Komponist († 1873)
- 13. Januar: Alexander Dmitrijewitsch Ulybyschew, russischer Literat und Musikkritiker († 1858)
- 13. Januar: Johann Ulrich Wehrli, Schweizer Komponist, Dirigent und Musikpädagoge († 1839)
- 21. Januar: Gertrude van den Bergh, deutsch-niederländische Pianistin, Chorleiterin und Komponistin († 1840)
- 02. Februar: Marie Pachler, österreichische Musikerin, Komponistin und Salonnière († 1855)
- 24. März: Samuel Weishaupt, Schweizer Theologe und Chorleiter († 1874)
- 09. April: Theobald Böhm, Flötist und Flötenbaumeister († 1881)
- 17. April: Friedrich Berr, deutscher Klarinettist, Fagottist und Komponist († 1838)
- 25. April: Charlotte Mangold, deutsche Sängerin und Gesangslehrerin († 1876)
- 06. Mai: Carl Arnold, norwegischer Komponist († 1873)
- 14. Mai: Friedrich Leopold Abel, deutscher Geiger, Pianist, Musikpädagoge und Komponist († 1820)
- 23. Mai: Ignaz Moscheles, böhmischer Komponist, Pianist und Musikpädagoge († 1870)
- 20. Juni: Carl Wilhelm Schmidt, deutscher Klavierbauer († 1872)
- 03. Juli: Eberhard Friedrich Walcker, deutscher Orgelbauer († 1872)
- 27. Juli: Ignaz Bösendorfer, österreichischer Klavierbauer († 1859)
- 01. August: Wilhelm Lang, deutscher Orgelbauer († 1858)
- 04. August: Josef Proksch, tschechisch-deutscher Komponist († 1864)
- 10. August: Amalie von Sachsen, deutsche Komponistin und Schriftstellerin († 1870)
- 10. September: François Benoist, französischer Organist, Orgellehrer und Komponist († 1878)
- 04. Oktober: Justina Casagli, schwedische Opernsängerin (Sopran). († 1841)
- 13. Oktober: Anselm Hüttenbrenner, österreichischer Komponist und Musikkritiker († 1868)
- 18. Oktober: Ferdinand Schubert, österreichischer Komponist († 1859)
- 23. Oktober: Joseph Panny, österreichischer Komponist, Geiger und Sänger. († 1838)
- 06. Dezember: Otto Karl Claudius, deutscher Kantor, Chorleiter und Komponist († 1877)
- 06. Dezember: Luigi Lablache, italienischer Opernsänger (Bassist) († 1858)

## Gestorben

### Todesdatum gesichert
- 00. Januar: Johann Christoph Wiedemann, deutscher Orgelbauer (* 1730)
- 27. April: Nikolaus Rummel d. Ä., altösterreichischer Orgelbauer (* um 1708)
- 06. Mai: Jean-Jacques Beauvarlet-Charpentier, französischer Organist und Komponist (* 1734)
- 23. Mai: Johann Georg Clement, deutscher Kirchenmusiker und Komponist (* 1710)
- 00. Juni: Joseph Gandat, französischer Porträt- und Landschaftsmaler sowie Flötenbauer (* 1758)
- 02. Juli: František Xaver Pokorný, böhmischer Komponist (* 1729)
- 13. Juli: Josse-François-Joseph Benaut, belgischer Organist, Cembalist und Komponist. (* 1741)
- 14. Juli: Jean Frédéric Edelmann, elsässischer Komponist (* 1749)
- 07. August: Edmund Angerer, österreichischer Benediktinerpater und Kirchenmusiker (* 1740)
- 11. August: Jakob Friedrich Kleinknecht, deutscher Komponist, Flötist, Violinist und Kapellmeister. (* 1722)
- 25. August: Leopold August Abel, deutscher Geiger, Komponist und Maler (* 1718)
- 12. September: Vincenzo degli Abbati Olivieri, italienischer Musikkritiker und Komponist (* 1728)
- 09. November: Hryhorij Skoworoda, ukrainischer Philosoph, Dichter und Musiker (* 1722)

### Gestorben nach 1794
- Jean Baptiste Cupis de Camargo (le jeune), französischer Violoncellist und Komponist (* 1741)